# Zimirina transvaalica
Zimirina transvaalica är en spindelart som beskrevs av Raymond Comte de Dalmas 1919. Zimirina transvaalica ingår i släktet Zimirina och familjen Prodidomidae. Inga underarter finns listade i Catalogue of Life.